# Lindø (Lindelse Sogn)
 Der er flere lokaliteter med dette navn, se Lindø.
Lindø er en 6,4 hektar stor ø i Lindelse Nor, forbundet med Langeland via en cirka 160 m lang dæmning.
I årene 1901-1927 udgravede Jens Winther her en boplads fra yngre Tragtbægerkultur.